# Список округов Невады
Американский штат Невада состоит из 16 округов и 1 независимого города. 25 ноября 1861 года первый Территориальный Законодательный Орган штата Невада учредил девять округов. 31 октября 1864 года штат Невада был принят в Союз с одиннадцатью округами. В 1969 году округ Ормсби и Карсон-Сити были объединены в единое муниципальное управление, известное как Карсон-Сити.

## Список округов
| Название    | FIPS Code | Окружной центр      | Основан | Образован из                                                | Назван в честь | Население | Площадь    | Карта                           |
| ----------- | --------- | ------------------- | ------- | ----------------------------------------------------------- | --- | --------- | ---------- | ------------------------------- |
| Карсон-Сити | 510       | (Независимый город) | 1969    | Основан в 1858 году, объединён с округом Ормсби в 1969 году | Река Карсон, названная, в свою очередь, в честь Кристофера Хьюстона (Кита) Карсона (1809–1868), пограничного разведчика и солдата                                                                                  | 52 457    | 373 км²    | Карсон-Сити на карте штата.     |
| Черчилл     | 001       | Фаллон              | 1861    | Первоначальный округ                                        | Сильвестр Черчилль (1783–1862), генерал во время американо-мексиканской войны | 23 982    | 12 766 км² | Округ Черчилл на карте штата.   |
| Кларк       | 003       | Лас-Вегас           | 1908    | Округ Линкольн                                              | Уильям Кларк (1839–1925), бывший сенатор США от штата Монтана и строитель железнодорожной линии через область | 1 375 765 | 20 489 км² | Округ Кларк на карте штата.     |
| Дуглас      | 005       | Минден              | 1861    | Первоначальный округ                                        | Стивен Арнольд Дуглас (1813–1861), бывший сенатор США от штата Иллинойс | 41 259    | 1839 км²   | Округ Дуглас на карте штата.    |
| Элко        | 007       | Элко                | 1869    | Округ Лэндер                                                | Слово шошонов, означающее белая женщина. Среди очень старых шошонов говорят, что именно здесь они впервые увидели белую женщину                                                                                    | 45 291    | 44 501 км² | Округ Элко на карте штата.      |
| Эсмералда   | 009       | Голдфилд            | 1861    | Первоначальный округ                                        | Горный район Эсмералда, названный, в свою очередь, по легенде, что огромное количество изумрудов было похоронено на территории нынешнего штата Невада. Эсмералда — это изумруд на испанском и португальском языках | 971       | 9295 км²   | Округ Эсмералда на карте штата. |
| Юрика       | 011       | Юрика               | 1873    | Округ Лэндер                                                | Греческое выражение Эврика, означающее Я нашёл это!, в ссылке на месторождения серебра, найденные в окрестностях                                                                                                   | 1651      | 10 816 км² | Округ Юрика на карте штата.     |
| Гумбольдт   | 013       | Уиннемакка          | 1861    | Первоначальный округ                                        | Река Гумбольдт, названная, в свою очередь, в честь Александра фон Гумбольдта (1769–1859), немецкого естествоиспытателя и исследователя                                                                             | 16 106    | 24 988 км² | Округ Гумбольдт на карте штата. |
| Ландер      | 015       | Бэттл-Маунтин       | 1861    | Округ Первоначальный округ                                  | Фредерик У. Лэндер (1821–1862), генерал во время Гражданской войны в США и девелопер области | 5794      | 14 229 км² | Округ Ландер на карте штата.    |
| Линкольн    | 017       | Пиоче               | 1866    | Округ Най и территория, отданная Аризоной                   | Авраам Линкольн (1809–1865), 16-й президент Соединённых Штатов | 4165      | 27 545 км² | Округ Линкольн на карте штата.  |
| Лайон       | 019       | Йерингтон           | 1861    | Первоначальный округ                                        | Генерал Натаниэль Лайон (1818–1861), который погиб в бою во время сражения при Уилсонс-Крик | 34 501    | 5164 км²   | Округ Лайон на карте штата.     |
| Минерал     | 021       | Хоторн              | 1911    | Округ Эсмералда                                             | Минеральные месторождения в области | 5071      | 9731 км²   | Округ Минерал на карте штата.   |
| Най         | 023       | Тонопа              | 1864    | Округ Эсмералда                                             | Джеймс У. Най (1815–1876), губернатор территории Невада и сенатор США от штата Невада | 32 485    | 47 001 км² | Округ Най на карте штата.       |
| Першинг     | 027       | Лавлок              | 1919    | Округ Гумбольдт                                             | Джон Джозеф (Блэк Джек) Першинг (1860–1948), генерал во время Первой мировой войны | 6693      | 15 563 км² | Округ Першинг на карте штата.   |
| Стори       | 029       | Вирджиния-Сити      | 1861    | Первоначальный округ                                        | Эдвард Фэррис Стори (1829–1860), капитан, погибший на озере Пирамид во время войны Paiute в 1860 году | 3399      | 684 км²    | Округ Стори на карте штата.     |
| Уошо        | 031       | Рино                | 1861    | Первоначальный округ                                        | Небольшое племя уошо, которое населяло область | 339 486   | 16 426 км² | Округ Уошо на карте штата.      |
| Уайт-Пайн   | 033       | Или                 | 1869    | Округ Лэндер                                                | Густой рост сосновых в этой области, в частности, белой сосны | 10 030    | 22 991 км² | Округ Уайт-Пайн на карте штата. |

## Расформированные округа
- Округ Буллфрог (англ. Bullfrog County) — сформирован в 1987 году из части округа Най. Создание было объявлено неконституционным и отменено в 1989 году.
- Округ Лейк (англ. Lake County) — один из первоначальных округов, сформированных в 1861 году. В 1862 году был переименован в округ Руп. В 1864 году стал частью округа Лассен в Калифорнии. В 1883 году остатки его территории были присоединены к округу Уошо.
- Округ Ормсби (англ. Ormsby County) — один из первоначальных округов, сформированных в 1861 году. В 1969 году объединён с Карсон-Сити, образовав самостоятельный город с таким же названием.